# جراني (لعبة)
جراني (بالإنجليزية: Granny) هي سلسلة ألعاب رعب فردية تعمل على نظام أندرويد وآي أو إس وويندوز تم تطويرها من طرف شركة DVloper في 24 نوفمبر 2017. تعتمد هذه اللعبة على استكشاف و هروب اللاعب من منزل زومبي وإيجاد مفاتيح وأدوات تساعده على ذلك.
أصدرت DVloper أجزاء أخرى من اللعبة مثل الجزأين الثاني والثالث.

## القصة
تحكي قصة أن سيدة كانت تقود سيارتها في الليل، فلم ترى الطريق في الظلام فاصطدمت بشجرة قربيه من منزل جراني فسمعتها، فعندما أرادت أن تشاهد ما صدمها فاجأتها انجلينا وخربشتها، وعندما استيقظت وجدت نفسها في إحدى الغرف، فحاولت الهروب من الباب الرئيسي، فسمعتها العجوز فضربتها ضربة أخرى ففقدت الوعي، وعندما أستيقظت مجدداً وجدت نفسها في نفس الغرفة وحاولت الهروب ولكن فشلت وماتت بالداخل كان اللاعب احد الراكبين وشعر بغيابها فدخل المنزل وأمسكت به الجدة،عليك الآن أن تهرب إما من الباب أو السيارة أو المجاري.

## طريقة اللعب
على اللاعب الهروب من منزل الجدة الشريرة قبل مرور خمسة أيام يجب جمع القطع المطلوبة وتركيبها للسيارة قبل أن تقتلك الجدة وإذا أكملت المهمة قبل خمسة أيام فستهرب من منزلها المظلم.

## الأساسيات
- كلمة السر: تحتاج كلمة السر لفتح قفل إلكتروني.
- المطرقة: تحتاج المطرقة لتحطيم اللوح الذي يغلق باب.
- مفتاح قفل: وهو الذي يفتح قفل عادي وأيضا باب المستودع.
- مفتاح باب المنزل: وهو الذي يفتح باب المنزل بعد جمع كل تلك أشياء للفرار.
- دمية الدب: بمجرد حملك للدب تلحقك جراني أينما ذهبت ويتوجب وضعه في سرير حفيدة جراني لإخراج روح سلندرينا فتهرب العجوز فتعطيك وقتاً للبحث عن أغراض.
- قطعة اللحم: وهو طعام عنكبوت الجدة الذي يمنعك من الوصول للخزنة فعندما تضع قطعة اللحم في طبقه فيأتي وعليك إسراع للخزنة والهروب.
- مفتاح الغرفة السرية: وهي غرفة العنكبوت.
- قاذف الأسهم: تحتاجه لإسقاط علبة في أحد الرفوف العالية، ويمكنك تنويم بها العجوز.
- البندقية: وهي تكون مفككة لكن عليك جمع قطعها الثلاثة ويمكنك حملها للإطلاق على عجوز لتنويمها (بمجرد عثورك على أجزاء البندقية تصبح هناك كثير من الذخيرة).
- بطيخة: وتحتاج لوضعها في المقصلة لقطعها، وعادة ما يكون بداخلها مفتاح أخير.
- المفتاح الأخير: وهو الذي تحتاجه لفتح الباب عندما تفتح كل الأقفال.

## الأجزاء

### جراني 2
جراني: شابتر تو (بالإنجليزية: Granny: Chapter Two) هي لعبة فيديو رعب من تطوير ونشر دي في لوبر، صدرت في 6 سبتمبر 2019 وتعمل على أجهزة أندرويد، آي أو إس وويندوز. إنها الجزء الثاني من سلسلة لعبة جراني يهدف اللاعب إلى الهروب من منزل الجدة. يجب عليه الاختباء والتقاط الأشياء وحل الألغاز. ويستطيع الخروج عن طريق القارب أو المروحية أو من خلال الباب الأمامي.
وقد حصلت اللعبة على أكثر من 100 مليون عملية تنزيل على جوجل بلاي.
يتميز هذا الجزء من جراني ببعض التغييرات والتحسينات منها استبدال السيارة بالقارب، البندقية أصبحت بندقية ذات ماسورة مزدوجة يمكنها تحميل ذخيرتين في نفس الوقت وهي تفرز الآن داخل خزنة السلاح بدلاً من القوس المستعرض، ويمكن مفتاح الربط الآن لإزالة قفل مفك البراغي على الباب الرئيسي والمياه في الفناء الخلفي، استبدال العنكبوت بوحش الماء واستبدال الغراب بالطفل.

### جراني 3
جراني 3 (بالإنجليزية: Granny 3) هي لعبة فيديو رعب من تطوير ونشر دي في لوبر، صدرت في 3 يوليو 2021 وتعمل على أجهزة أندرويد وويندوز. تجري أحداث اللعبة في منزل الجدة والجد يعيشان معا، على اللاعب كسجين أن يخرج من المنزل حيا دون إصدار أصوات حتى لا يُكشف. وهي الجزء الثالث من سلسلة جراني.
وقد حصلت اللعبة على أكثر من 50 مليون عملية تنزيل على جوجل بلاي.
من الإضافات التي تميز اللعبة على غيرها من الألعاب السابقة هي شخصية جديدة تسمى سلندرينا وهي حفيدة الجدة والجد، النظر إليها يتسبب في اهتزاز الشاشة. ومن التغييرات زيادة حجم منزل الجدة، كما أصبح بإمكان اللاعب الاختيار بين أن تكون الجدة وحدها أو الجد وحده وكذلك يمكنه إزالة سلندرينا من اللعبة، يمكن أيضًا استخدام المزيد من الأسلحة كالمقلاع، مما يتيح فرصة أكبر للنجاة من المواجهة مع الجدة وعائلتها.